# المرأة في أرمينيا

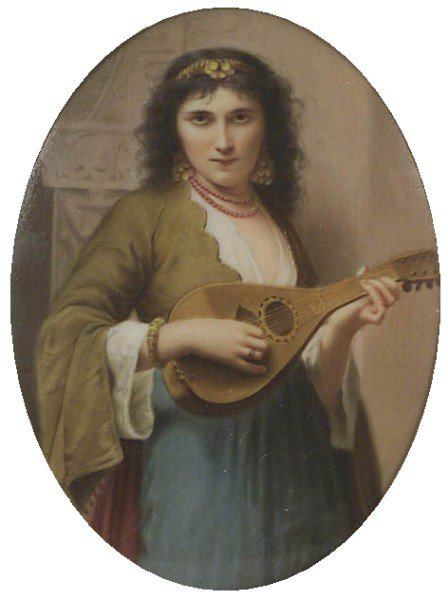
شابة أرمينية خلال القرن 19

المرأة الأرمينية هي المرأة في المجتمع الأرميني منذ إعلان قيام دولة أرمينيا سنة 1991. وتقرر إشراكها في جميع مجالات الحياة في أرمينيا حيث تنشط في مختلف المجالات كالفن، السياسة وغيرها.

## العمل والتجارة
29% من الأعمال الاقتصادية في أرمينيا تقوم بها المرأة هناك حسب تقرير 2010، أنخفضت إلى 23% سنة 2012 حسب نفس تقري الأمم المتحدة.

## العنف ضد المرأة
خلال تقرير لمنظمة الصحة العالمية ظهر بأن بين 10% و 60% من النساء الأرمينيات يعانين العنف الأسري سنة 2002. لكن شهادات محلية تؤكد أن الرقم قابل للزيادة خصوصا وأن العنف الأسري في المجمتع الأرميني يعتبر سرا أسريا. حيث أن القانون الأرميني لا يُجِيب قانون ضد العنف الأسري.

## الحالة السياسية
في مايو 2007، لم تكن للنساء تمثيلية سياسية سوى في 7 مقاعد برلمانية.

## الصحة والرعاية الإجتماعية
في 2010 و 2011، خلال حملة طبية بعنوان «من أجل المرأة» قدم المركز الطبي الأرميني في العاصمة يريفان خدمات تطبيبية مجانية طوال شهر كامل.

## وأد البنات
عانت النساء الأرمينيات من الإجهاض بسبب جنس الجنين حيث كان يُفضل تربية الأولاد أكثر من البنات.
لكن بسبب ظاهرة هجرة الأدمغة التي تفشت بين الذكور الأرمن بحثا عن شغل، وصل معدل الإناث في المجتمع الأرمينين إلى 55.8% بين 15 و 29 سنة.

## الأدب
عُرِفت المرأة الأرمينية في الأدب منذ القرن الثامن خصوصا في الشعر، ومنذ القرن التاسع عشر ومع السماح للإناث بولوج الدراسة، برزت عدة أدبيات نسويات أرمينيات.

## نساء أرمينيات بارزات

### أرمينيات معاصرات

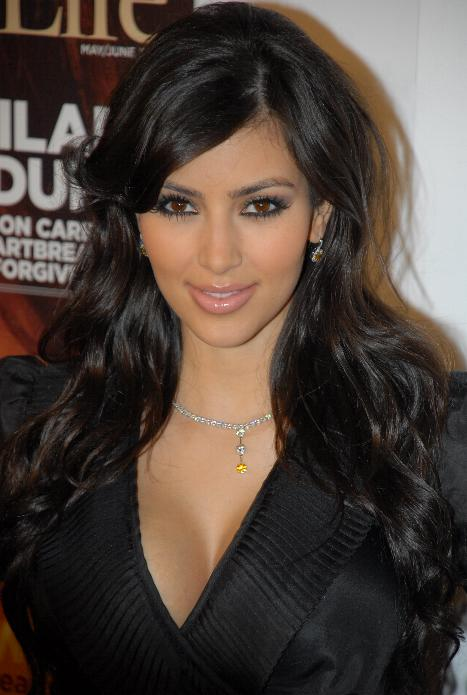
كيم كردشيان

- زابيل يسايان (1943–1878) روائية ومترجمة.
- جوهر جاسباريان (2007–1924) مغنية أوبرالية.
- سيروشو (–1987) مطربة.

### أرمينيات الأصل
- سيلفي فارتان (1944–) مغنية وممثلة فرنسية.
- صافيناز (1983–) راقصة روسية.

### أرمينيات العرق
- شير (1946–) مغنية وممثلة أمريكية.
- كيم كردشيان (1980–) ممثلة وشخصية وسائل تواصل اجتماعي وعارضة أمريكية.